# Slammy Award 2011
De Slammy Award 2011, waarbij prijzen werden uitgereikt in verschillende categorieën voor de beste professionele worstelaars van WWE (voorheen bekend als World Wrestling Entertainment), vond plaats op 12 december 2011 in Norfolk (Virginia).

## Prijzen
| Poll                                                 | Gepresenteerd door                   | Resultaten |
| ---------------------------------------------------- | ------------------------------------ | --- |
| Outstanding Achievement in Muppet Resemblance        | WWE.com                              | - Sheamus en zijn lang verloren, roodharige neef Beaker |
| The Pee-wee Herman Bowtie Award                      | WWE.com                              | - David Otunga, voor zijn "Harvard-law-by-way-of-the-Playhouse" business attire |
| Most Predictable Outcome of the Year                 | WWE.com                              | - Kevin Nash's powerbomb to Santino na de trombone dans |
| Guess Who's Back or: Return of the Year              | WWE.com                              | - The Rock |
| Double Vision Moment of the Year                     | WWE.com                              | - Sin Cara vs. Sin Cara |
| T-Shirt of the Year                                  | WWE.com                              | - CM Punk voor "Best in the World" T-shirt |
| WWE.com Exclusive of the Year                        | WWE.com                              | - John Laurinaitis feliciteerde CM Punk |
| Most Regrettable Attire of the Year                  | WWE.com                              | - Michael Cole als Triple H |
| Critter Moment of the Year                           | WWE.com                              | - De muis die voorbij Alberto Del Rio liep in de kleedkamer van Raw |
| Superstar Transformation of the Year                 | WWE.com                              | - Zack Ryder |
| "Tell Me I Did NOT Just See That" Moment of the Year | Booker T en Hornswoggle              | - Jim Ross danste tijdens de "Michael Cole Challenge" op Raw Supershow' - Santino Marella die bijna de 2011 Royal Rumble won - The Miz vermomde zich als The Rock - R-Truth werd aangevallen door een "Little Jimmy"                                                                             |
| Holy $#!+ Move of the Year                           | Mick Foley en The Million Dollar Man | - Big Show en Mark Henry implodeerde de Vengeance-ring - Sheamus gooide Sin Cara doorheen de ladder op Money in the Bank - Randy Orton RKO's Christian op de stalen trap op SummerSlam - Evan Bourne going "Air Bourne" at Money in the Bank                                                     |
| "Pipe Bomb" of the Year                              | Road Dogg                            | - CM Punk |
| Divalicious Moment of the Year                       | Lita                                 | - Kelly Kelly won het WWE Divas Championship - Natalya puts Layla en Eve in een dubbele "sharpshooter" - Kharma debuteerde op Extreme Rules - Beth Phoenix gaf Eve een Glam Slam van de hoogste riem op Survivor Series                                                                          |
| OMG Moment of the Year                               | Santino Marella en The Bella Twins   | - The Undertaker ontsnapte van Triple H's Tombstone Piledriver op WrestleMania XXVII - The Rock "Rock Bottoms" John Cena op WrestleMania XXVII - Supersterren stemmen geen vertrouwen en liepen weg van Triple H - CM Punk wint het WWE Championship op Money in the Bank en liep weg van de WWE |
| #Trending Superstar of the Year                      | David Otunga & Tony Atlas            | - Zack Ryder - Dolph Ziggler - Cody Rhodes - Daniel Bryan |
| Game Changer of the Year                             | Christian                            | - John Cena vs. The Rock op WrestleMania XXVIII - Vince McMahon werd van de WWE verwijderd - Edge's pensioen - Kevin Nash keerde terug op SummerSlam |
| WWE A-lister of the Year                             | Vickie Guerrero en Goldust           | - Nicole "Snooki" Polizzi - The Muppets - Hugh Jackman - Cee Lo Green |
| Superstar of the Year                                | Rey Mysterio                         | - CM Punk - John Cena - Randy Orton - Mark Henry - Alberto Del Rio - The Miz |